# جایزه بزرگ کانادا ۱۹۶۸
جایزه بزرگ کانادا ۱۹۶۸ (انگلیسی: ‎1968 Canadian Grand Prix‎) یک مسابقهٔ موتوری در رشتهٔ اتومبیل‌رانی فرمول یک بود که در تاریخ ۲۲ سپتامبر ۱۹۶۸ در پیست مون-ترومبلان واقع در مون-ترومبلان، کبک، کانادا برگزار شد. این گراند پری در میان ۱۲ گراند پری در فصل ۱۹۶۸، مسابقهٔ شمارهٔ ۱۰ بود.
در این مسابقه که در ۹۰ دور و به مسافت ۳۸۳٫۸۵۰ کیلومتر (۲۳۸٫۵۱۳ مایل) برگزار شد، پول پوزیشن توسط جوهن رایندت کسب شد و سریع‌ترین زمان برای طی یک دور پیست که برابر با ۱:۳۵٫۱ بود نیز توسط جو سیفرت به ثبت رسید.
دنی هیولم از تیم مک‌لارن-فورد، بروس مک‌لارن از تیم مک‌لارن-فورد و پدرو رودریگز از تیم بی‌آرام به‌ترتیب مقام‌های اول تا سوم مسابقه را کسب کردند.

## رده‌بندی قهرمانی پس از مسابقه
|       | جایگاه | راننده      | امتیاز |
| ----- | ------ | ----------- | ------ |
|       | ۱      | گراهام هیل  | ۳۳     |
| ۲     | ۲      | دنی هیولم   | ۳۳     |
|       | ۳      | جکی استوارت | ۲۷     |
| ۲     | ۴      | ژاکی ایکس   | ۲۷     |
| ۴     | ۵      | بروس مک‌لارن | ۱۵     |
| منبع: |        |             |        |

|       | جایگاه | سازنده      | امتیاز |
| ----- | ------ | ----------- | ------ |
|       | ۱      | لوتوس-فورد  | ۴۷     |
| ۲     | ۲      | مک‌لارن-فورد | ۴۰     |
| ۱     | ۳      | ماترا-فورد  | ۳۶     |
| ۱     | ۴      | فراری       | ۳۲     |
|       | ۵      | بی‌آرام      | ۲۵     |
| منبع: |        |             |        |

یادداشت
- تنها پنج جایگاه نخست از هر رده‌بندی نمایش داده شده‌است.